# Josh Thole
Joshua Michael Thole (né le 28 octobre 1986 à Breese, Illinois, États-Unis) est un receveur des Ligues majeures de baseball qui joue de 2009 à 2012 pour les Mets de New York et pour les Blue Jays de Toronto de 2013 à 2016.

## Carrière

### Mets de New York
Josh Thole est repêché en 13e ronde par les Mets de New York en 2005. Il fait ses débuts dans les majeures avec cette équipe le 3 septembre 2009 et réussit à sa première partie deux coups sûrs face aux Rockies du Colorado. La victime de sa première frappe en lieu sûr en carrière est le lanceur Jason Marquis. Thole maintient une moyenne au bâton de ,321 en 17 parties avec les Mets à la fin de la saison 2009. Il récolte neuf points produits.
Après avoir amorcé la campagne suivante en ligue mineure, Thole rejoint les Mets en juin et demeure avec le club new-yorkais jusqu'à la fin de la saison 2010. Il participe à 73 rencontres, frappant pour ,277 avec trois coups de circuit et 17 points produits. Le 20 juillet, il claque aux dépens de Barry Enright des Diamondbacks de l'Arizona son premier circuit en carrière.
Receveur le plus utilisé des Mets en 2011, Thole frappe pour ,268 avec 3 circuits et 40 points produits en 114 matchs.
En 2012, Thole dispute 104 parties et frappe pour ,234 avec un circuit et 21 points produits.

### Blue Jays de Toronto
Accompagné du lanceur étoile R. A. Dickey et du receveur Mike Nickeas, Josh Thole passe aux Blue Jays de Toronto le 17 décembre 2012 dans une transaction qui envoie aux Mets les receveurs John Buck et Travis d'Arnaud, le lanceur Noah Syndergaard et le voltigeur Wuilmer Becerra. 
Le 4 décembre 2015, celui qui est généralement le receveur attitré de R. A. Dickey signe un nouveau contrat d'un an avec Toronto.